# Clibanornis
Genre
Clibanornis est un genre d'oiseaux de la famille des Furnariidae.

## Liste des espèces
Selon la classification de référence du Congrès ornithologique international (17 avril 2024) (ordre phylogénique) :
- Clibanornis dendrocolaptoides (Pelzeln, 1859) – Synallaxe des bambous
- Clibanornis rectirostris (Wied-Neuwied, M, 1831) – Anabate à bec droit
- Clibanornis erythrocephalus (Chapman, 1919) – Anabate à tête orange
- Clibanornis rubiginosus Sclater, 1857 – Anabate rubigineux
- Clibanornis rufipectus (Bangs, 1898) – Anabate à poitrine rousse

## Classification
Le nom valide complet (avec auteur) de ce taxon est Clibanornis Sclater & Salvin, 1873.